# Jonathan dos Santos
Jonathan dos Santos Ramírez (n. 26 aprilie 1990) este un fotbalist mexican care evoluează la clubul LA Galaxy și la echipa națională de fotbal a Mexicului pe postul de mijlocaș.

## Palmares

### Barcelona
- La Liga: 2009–10, 2010–11, 2012–13
- Copa del Rey: 2011–12

Finalist: 2010–11, 2013–14
- Supercopa de España: 2010, 2011, 2013

Finalist: 2012
- UEFA Champions League: 2010–11
- Supercupa Europei: 2011
- FIFA Club World Cup: 2009, 2011